# Szigetfalu

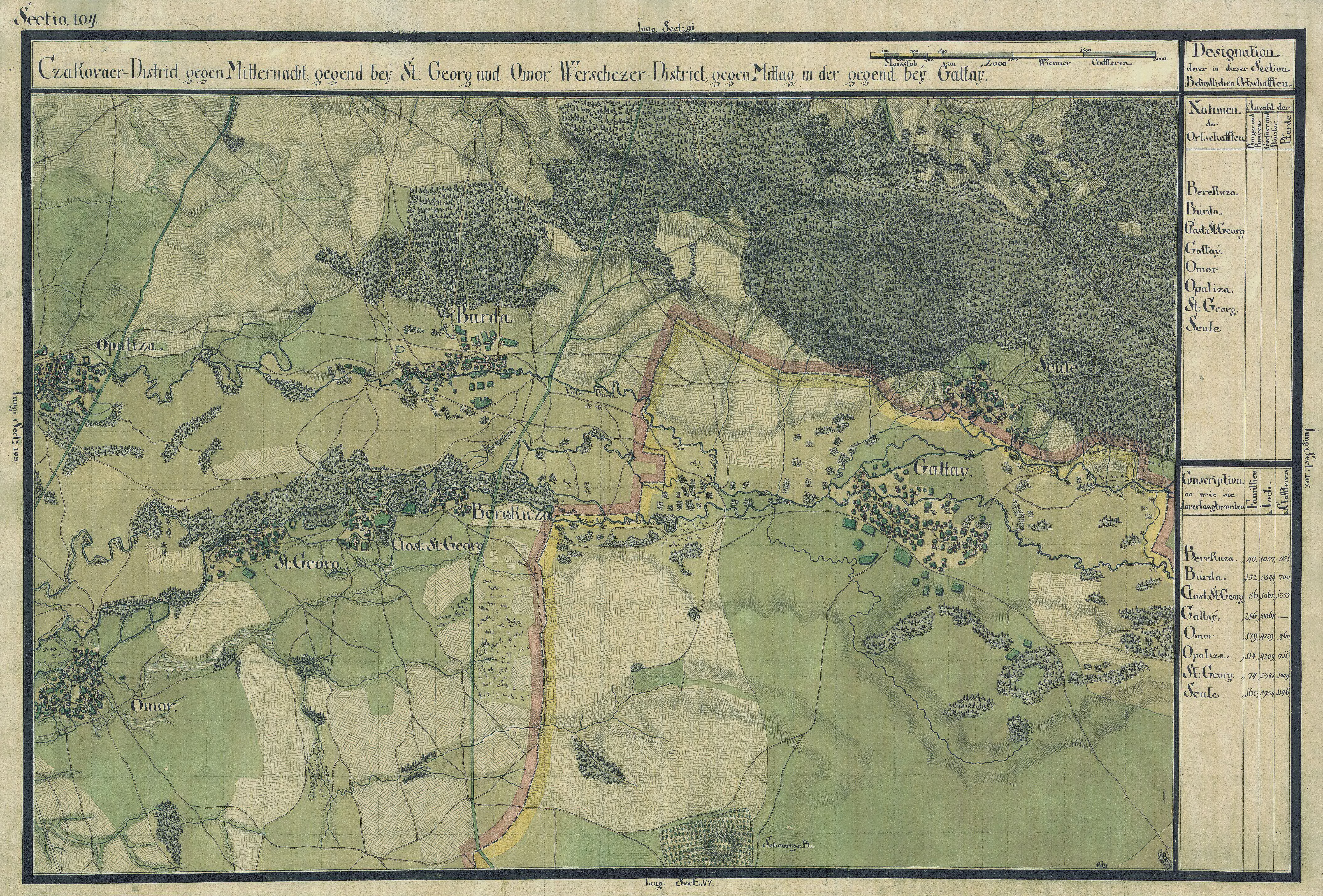
Scule (a későbbi Szigetfalu) környéke 1769–72-ben

Szigetfalu, 1910-ig Szkulya (románul: Sculia) falu Romániában, a Bánátban, Temes megyében.

## Fekvése
Gátaljával délen összeépült. Részben a Berzava szigetén, részben jobb partján fekszik.

## Nevének eredete
1333-ban Zoruka és Zkola, 1334-ben Scalla, Sculd és Soruld, 1410-ben Ozkolla, 1466-ban Tothozkola alakban írták. Kiss Lajos véleménye szerint ez a név egy 'lyuk, üreg, rés' jelentésű szláv szóra megy vissza. A helységnévrendezés idején a község tiltakozott az Magyar Országos Levéltár által ajánlott Oszkolya név ellen, amelyet trágárnak talált, és helyette három másik lehetséges nevet vetett fel. Ezek egyike volt a Szigetfalu, amely arra utal, hogy a település a Berzava szigetén fekszik.

## Népessége
Református gyülekezete 1830-ban, leányegyházként 197 lelket számlált.
1910-ben 1463 lakosából 710 volt román, 644 magyar, 93 német és 16 szerb anyanyelvű; 740 ortodox, 347 római katolikus, 339 református, 18 evangélikus és 13 zsidó vallású.
2002-ben 754 lakosából 652 volt román és 96 magyar nemzetiségű; 585 ortodox, 63 római katolikus, 55 pünkösdista és 41 református vallású.

## Története
1332–37-ben plébániája volt. A 16. század második felében pusztaként említették. 1761-ben ortodox, az 1830-as években azonban már vegyes, román–magyar–német lakosságú. Közben református magyarok költöztek be, akiknek temploma 1870-ben épült. A 19. század elején a gádi Kaiser család vette meg a kincstártól, 1845-ben a Lo Presti családé lett, majd az 1850-es években birtoka négy részre szakadt. 2005. április 19-én a Berzava áttörte a Szigetfalu és Gátalja közötti gátat, és 148 ingatlant rombolt össze vagy rongált meg.